# Abernethy (Saskatchewan)
Abernethy es un pueblo canadiense situado en la provincia de Saskatchewan.

## Superficie
Abernethy tiene una superficie de 0,98 km².

## Demografía
En 2021, tenía 190 habitantes, una densidad poblacional de 193,7 hab./km², y 108 viviendas.